# ونتزفيل
ونتزفيل (ميزوري) (بالإنجليزية: Wentzville, Missouri)‏ هي مدينة تقع في الولايات المتحدة في مقاطعة سانت تشارلز، ميزوري. يقدر عدد سكانها بـ 29,070 نسمة ومساحتها 51.75 كم2 وترتفع عن سطح البحر 190 متر.

## التركيبة السكانية
قام مكتب تعداد الولايات المتحدة بتحديد بيانات التركيبة السكانية لونتزفيلفي تعداد الولايات المتحدة. في ما يلي، التركيبة السكانية حسب تعدادي 2000 و2010.

### تعداد عام 2000
بلغ عدد سكان ونتزفيل 13,931 نسمة بحسب تعداد عام 2000، وبلغ عدد الأسر 2,456 أسرة وعدد العائلات 1,846 عائلة مقيمة في المدينة. في حين سجلت الكثافة السكانية 478.9 نسمة لكل ميل مربع (184.9/كم2). وبلغ عدد الوحدات السكنية 2,724 وحدة بمتوسط كثافة قدره 189.2 نسمة لكل ميل مربع (73.1/كم2).
وتوزع التركيب العرقي للمدينة بنسبة 84.63% من البيض و 0.16% من الأمريكيين الأصليين و 0.55% من الأمريكيين ذوي الأصول الآسيوية و 0.06% من سكان جزر المحيط الهادئ و 12.02% من الأمريكيين الأفارقة و 2.06% من عرقين مختلطين أو أكثر.
بلغ عدد الأسر 2,456 أسرة كانت نسبة 43.5% منها لديها أطفال تحت سن الثامنة عشر تعيش معهم، وبلغت نسبة الأزواج القاطنين مع بعضهم البعض 54.5% من أصل المجموع الكلي للأسر، ونسبة 17.1% من الأسر كان لديها معيلات من الإناث دون وجود شريك، وكانت نسبة 24.8% من غير العائلات. تألفت نسبة 20.7% من أصل جميع الأسر من أفراد ونسبة 9.1% كانوا يعيش معهم شخص وحيد يبلغ من العمر 65 عاماً فما فوق. وبلغ متوسط حجم الأسرة المعيشية 3.20، أما متوسط حجم العائلات فبلغ 2.76.
بلغ العمر الوسطي للسكان 31 عاماً. وكانت نسبة 9.2% بين الثامنة عشر والأربعة وعشرون عاماً، ونسبة 30.7% كانت واقعةً في الفئة العمرية ما بين الخامسة والعشرون حتى والأربعة وأربعون عاماً، ونسبة 17.4% كانت ما بين الخامسة والأربعون حتى الرابعة والستون، ونسبة 10.8% كانت ضمن فئة الخامسة والستون عاماً فما فوق. يوجد لكل 100 أنثى 87.6 ذكر، ويوجد لكل 100 أنثى في الثامنة عشر من عمرها فما فوق 82.5 ذكر.

### تعداد عام 2010
بلغ عدد سكان ونتزفيل 29,070 نسمة بحسب تعداد عام 2010، وبلغ عدد الأسر 9,767 أسرة وعدد العائلات 7,852 عائلة مقيمة في المدينة. في حين سجلت الكثافة السكانية 1,456.4 نسمة لكل ميل مربع (562.3/كم2). وبلغ عدد الوحدات السكنية 10,305 وحدة بمتوسط كثافة قدره 516.3 لكل ميل مربع (199.3/كم2).
وتوزع التركيب العرقي للمدينة بنسبة 89.9% من البيض و 0.3% من الأمريكيين الأصليين و 1.2% من الأمريكيين ذوي الأصول الآسيوية و 6.0% من الأمريكيين الأفارقة و 1.9% من عرقين مختلطين أو أكثر.
بلغ عدد الأسر 9,767 أسرة كانت نسبة 51.5% منها لديها أطفال تحت سن الثامنة عشر تعيش معهم، وبلغت نسبة الأزواج القاطنين مع بعضهم البعض 65.3% من أصل المجموع الكلي للأسر، ونسبة 11.1% من الأسر كان لديها معيلات من الإناث دون وجود شريك، بينما كانت نسبة 4.0% من الأسر لديها معيلون من الذكور دون وجود شريكة وكانت نسبة 19.6% من غير العائلات. وبلغ متوسط حجم الأسرة المعيشية 3.31، أما متوسط حجم العائلات فبلغ 2.96.
بلغ العمر الوسطي للسكان 31.2 عاماً. وكانت نسبة 33.7% من القاطنين تحت سن الثامنة عشر، وكانت نسبة 6.2% بين الثامنة عشر والأربعة وعشرون عاماً، ونسبة 33.7% كانت واقعةً في الفئة العمرية ما بين الخامسة والعشرون حتى والأربعة وأربعون عاماً، ونسبة 19% كانت ما بين الخامسة والأربعون حتى الرابعة والستون، ونسبة 7.5% كانت ضمن فئة الخامسة والستون عاماً فما فوق. وتوزع التركيب الجنسي للسكان بنسبة 48.5% ذكور و51.5% إناث.